# Стронцицкий, Богдан Эдуардович
Богда́н Эдуа́рдович Стронци́цкий (укр. Богдан Едуардович Стронціцький; род. 13 января 1968, Львов) — украинский футболист, вратарь. Включён в символическую сборную «Карпат» времён независимости.

## Карьера

### Ранние годы
Богдан Стронцицкий с детства любил спорт и посещал различные секции, среди которых были плавание, водное поло, волейбол и теннис. Заниматься футболом Богдан начал на стадионе «Юных пионеров» во Львове под руководством тренера Александра Рымко, который определил Богдана на позицию вратаря.

### Клубная карьера
На профессиональном уровне Богдан Стронцицкий дебютировал в 1989 году в команде второй лиги «Кристалл» (Херсон). Сыграв два матча, Богдан вернулся во Львовскую область, где помог команде «Карпаты» (Каменка-Бугская) победить в чемпионате области и выйти во вторую лигу СССР. В клубе тогда играли будущие игроки киевского «Динамо» Василий Кардаш и Андрей Гусин.
В 1991 году «Карпаты» объединили с клубом «Скала» (Стрый). «Скала» отметилась в Кубке Украины 1992 года, выбив из розыгрыша команды высшей лиги «Ниву» (Винница) и «Зарю» (Луганск). Главной сенсацией стала равная игра против киевского «Динамо»: 1:1 в Киеве и 1:1 в Стрые после основного времени. Большую роль в удачной игре команды сыграл Богдан Стронцицкий. Только в дополнительное время «Динамо» смогло вырвать победу и выйти в четвертьфинал.
За «Скалу» вратарь отметился одним забитым мячом — 5 июля 1992 года в матче против клуба «Рось» (Белая Церковь), реализовав пенальти.

### Карпаты (Львов)
Дебют Богдана в официальных матчах за львовские «Карпаты» 25 сентября 1992 года в домашней игре чемпионата Украины против одесского «Черноморца». Он вышел на замену при счёте 3:1 в пользу соперника, «Карпаты» забили ещё три гола, а Богдан не пропустил ни одного. В итоге команда победила 4:3. После этого Богдан стал основным вратарём львовского клуба почти на 10 лет. Вместе с командой он вышел в финал Кубка Украины 1993 года, где уступили киевскому «Динамо» 1:2.
После этого успеха Богдана пригласили в сборную Украины на сборы в Хорватию. Но в официальной товарищеской игре против сборной Хорватии на воротах стоял Андрей Ковтун, а Стронцицкий сыграл только в неофициальном товарищеском матче с клубом «Хайдук» (Сплит), завершившимся со счётом 0:2.
В сезоне 1997/98 года Богдан стал бронзовым призёром чемпионата Украины, сыграв «сухую» выездную серию продолжительностью 641 минуту, а также стал финалистом Кубка Украины в 1999 году. В сезоне 2001/02 он окончательно уступил место в воротах Андрею Тлумаку. Сезон 2002/03 Богдан провёл в составе симферопольской «Таврии», после чего завершил игровую карьеру.

### Тренерская карьера
С июля по декабрь 2004 года Богдан Стронцицкий работал помощником тренера по подготовке вратарей в командах «Спартак» (Ивано-Франковск), «Карпаты» (Львов), Крымтеплица (Молодёжное), Нива (Тернополь). В 2011—2012 годах исполнял обязанности главного тренера «Нивы».

## Достижения
- Бронзовый призёр чемпионата Украины: 1998
- Финалист Кубка Украины: 1993, 1999